# Herz aus Glas (film)
Herz aus Glas is een West-Duitse dramafilm uit 1976 onder regie van Werner Herzog.
De filmmuziek verscheen op het album Herz aus Glas van Popol Vuh.

## Verhaal
In de 18e eeuw wordt in een glasblazerij in een Beiers dorp het waardevolle robijnglas vervaardigd. Wanneer de eigenaar van de glasblazerij sterft, verliest het dorp de geheime formule voor het glas. De dorpelingen halen Hias erbij, een ziener uit de bergen die de formule moet reconstrueren. Hij ontvangt echter apocalyptische visioenen over verwoesting en collectieve waanzin. Hij voorspelt de oorlogen in Europa in de 20e eeuw.

## Rolverdeling
| Acteur             | Personage      |
| ------------------ | -------------- |
| Josef Bierbichler  | Hias           |
| Stefan Güttler     | Hüttenbesitzer |
| Clemens Scheitz    | Adalbert       |
| Sonja Skiba        | Ludmilla       |
| Brunhilde Klöckner | Paulin         |
| Volker Prechtel    | Wudy           |